# Mariano Pulido
José Mariano Pulido Solís, né le 22 août 1956 à Marchena (Andalousie, Espagne) et mort le 2 avril 2013 à Alcalá de Guadaíra, est un footballeur espagnol qui évolue au poste de défenseur. Il participe aux Jeux olympiques de 1976 avec la sélection espagnole.

## Biographie
Mariano Pulido commence sa carrière professionnelle en 1973 dans les rangs du Sevilla Atlético Club, équipe filiale du Séville FC. En 1975, il monte en équipe première, où il joue 70 matches en cinq saisons.
En 1978, il est prêté à l'Elche CF, qui milite alors en D2. Puis, en 1980, il est recruté par le CD Castellón.
En 1982, il rejoint le Linares CF, où il reste pendant cinq saisons. En 1987, il joue une saison en faveur de l'AD Ceuta.
En 1988, il rejoint l'Écija Balompié, puis prend sa retraite sportive en 1989.
Il dispute un total de 60 matchs en première division espagnole, sans inscrire de but, et 132 matchs en deuxième division, inscrivant un but.
Il participe avec la sélection espagnole aux Jeux olympiques de Montréal en 1976. Lors du tournoi olympique, il ne joue qu'une seule rencontre, face à l'Allemagne de l'Est. 